# كلاديون جذاب
كلاديون جذاب (الاسم العلمي:Caladium splendidum) هو نوع غير مؤكد من النباتات يتبع جنس الكلاديون من الفصيلة اللوفية.